# Почтенный, Алексей Петрович
Алексей Петрович Почтенный (1895, Харьков, Российская империя — 23 февраля 1942, Ленинград, СССР) — советский живописец и график, член-учредитель Ленинградского Союза советских художников, представитель ленинградской школы пейзажной живописи.

## Биография
Алексей Петрович Почтенный родился в 1895 году в Харькове в семье сапожника. Учась в Харьковском реальном училище, посещал частную художественную студию Е. А. Агафонова, выпускника Петербургской Академии художеств. Участник первой мировой войны, служил в артиллерии. За храбрость был награждён Георгиевскими крестами всех четырёх степеней.
В 1922 году приехал в Петроград и поступил во ВХУТЕМАС. Занимался в живописной мастерской А. Е. Карева. В 1926 окончил институт, представив дипломную работу — картину «Прачка» и эскиз «1925 год. Протест против убийства Богинского».
В 1928—1932 годах был членом-экспонентом общества «Круг художников». Писал пейзажи, натюрморты, жанровые и историко-революционные композиции, занимался станковой и монументальной живописью, графикой, оформительской работой и проектированием интерьеров. В 1932 стал одним из членов-учредителей Ленинградского Союза советских художников. В конце 1930-х для главного зрительного зала Дворца культуры работников связи в Ленинграде исполнил четыре живописных плафона-панно на историко-революционную тему: «1905 год. Кровавое воскресенье», «Выступление Ленина с броневика у Финляндского вокзала», «Смольный. Костры Октября», «Штурм Зимнего».
После начала Великой Отечественной войны А. П. Почтенный оставался в Ленинграде. В начале февраля тяжелобольного его вывезли из Ленинграда. Умер 23 февраля 1942 года по дороге на Большую Землю.
Произведения А. П. Почтенного находятся в Русском музее, в музеях и частных собраниях в России и за рубежом.